# Numenera
Numenera ist ein Pen-&-Paper-Rollenspiel mit einem Science-Fantasy-Szenario. Es wurde vom US-amerikanischen Rollenspiel-Designer Monte Cook mit finanzieller Unterstützung durch eine Crowdfunding-Kampagne entwickelt und 2012 veröffentlicht.

## Beschreibung
Das Szenario von Numenera entspricht der Erde, jedoch etwa eine Milliarde Jahre in der Zukunft. Die Spielwelt wird als „The Ninth World“ (engl. für: die neunte Welt) bezeichnet, da vor dem Zeithorizont des Szenarios insgesamt acht Zivilisationen entstanden und wieder zerfallen sind. Überreste dieser vorherigen Zivilisationen, etwa alte technische Hinterlassenschaften, finden sich spurenweise in der gesamten Spielwelt und werden allgemein als Numenera bezeichnet. Die aktuelle Zivilisation befindet sich technologisch und z. T. auch gesellschaftlich auf einem mittelalterlichen Stand, bedient sich aber auch der vielen antiken, weitaus fortschrittlicheren Hinterlassenschaften der vorherigen Zivilisationen, ohne sie dabei exakt zu verstehen oder zu beherrschen. In Anlehnung an das dritte Clarkesche Gesetz, wonach „jede hinreichend fortschrittliche Technologie von Magie nicht zu unterscheiden ist“, wird auch das Numenera ähnlich wie die Magie in einem Fantasyszenario behandelt.

### Spielprinzip
Die Charaktererschaffung von Numenera ist einfach gehalten. Der Spieler muss zu Beginn eine Aussage vervollständigen:
Ich bin ein (Beschreibung) (Klasse), der (Fokus).
(engl.: I am a __________ __________ who _________s.)
1. Als Beschreibung ist ein Adjektiv gefordert, mit dem das auffälligste Charaktermerkmal ausgedrückt wird.
2. Für Klasse stehen zur Auswahl der Glaive (ein Kriegertypus), der Nano (ein Technikanwender/Magier) oder der Jack (abgeleitet von Jack of all trades).
3. Für Fokus ist ein Verb gefordert, mit dem beschrieben wird, wofür der Charakter besonders bekannt ist oder welches spezielle Talent er besitzt.[4]

Für das Spiel wird ein zwanzigseitiger Würfel benötigt, mit dem rollenspiel-typisch Wurfproben durchgeführt werden, die über Erfolg oder Misserfolg bei der Anwendung einer Charakterfähigkeit entscheiden. Das Spiel belohnt weniger die erfolgreiche Bekämpfung von Gegnern als Erkundungen und Entdeckungen, die im Spielverlauf gemacht werden.

## Entstehung
Numenera wurde von Monte Cook entwickelt, der zuvor u. a. lange Jahre als Rollenspiel-Designer für TSR und Wizards of the Coast an Dungeons & Dragons mitgearbeitet hatte, darunter als einer der leitenden Entwickler für das Planescape-Szenario. Cook beschrieb seine Spielwelt in der Tradition von ungewöhnlichen Spielformen wie Planescape, DarkSpace oder Chaositech, beeinflusst von weit in der Zukunft liegenden Erzählungen wie Gene Wolfe, Michael Moorcock oder Jack Vance und optisch inspiriert durch Werke des französischen Künstlers Moebius.
Für die Finanzierung des Basisregelwerks startete Cook auf der Crowdfunding-Plattform Kickstarter eine Finanzierungskampagne, mit der er 20.000 US-Dollar von privaten Unterstützern einsammeln wollte. Innerhalb der ersten 24 Stunden wurde das Finanzierungsziel um das Doppelte übertroffen. Mit schließlich 517.255 Dollar von 4658 Unterstützern stellte es einen neuen Rekord für das erfolgreichste Tabletop-Rollenspiel, das über Kickstarter finanziert wurde, auf. Es stellte damit den vorherigen Rekord der 5. Edition des Rollenspiels Traveller ein. Mit Bonuszielen, sogenannten stretch goals, wurde das ursprünglich auf das Basisregelwerk beschränkte Regelwerk zu einer umfangreichen Produktlinie ausgeweitet. Viele Veröffentlichungen erschienen ausschließlich digital und nicht als Print. Unterstützt wurde Cook unter anderem von Kieran Yanner als hauptverantwortlichem Grafiker und in der Redaktion von Shanna Germain.
Anfang Januar 2015 schlossen der deutsche Rollenspiel-Videokanal Orkenspalter TV und der Uhrwerk Verlag auf der Crowdfundingplattform Startnext erfolgreich ein Finanzierungsprojekt ab, mit dem eine Übersetzung des Grundregelwerks ermöglicht wurde.

## Auszeichnungen
- ENnie Awards 2014[12]
  - Product of the Year (für Numenera Corebook)
  - Best Setting (für Numenera Corebook)
  - Best Writing (für Numenera Corebook)
  - Best Production Values (für Numenera Corebook)
  - Best Aid or Accessory (für Numenera Creature Deck)
  - Silber in der Kategorie Best Game (für Numenera Corebook)
  - Silber in der Kategorie Best Interior Art (für Numenera Corebook)
  - Silber in der Kategorie Best Cartography (für Numenera Corebook)
  - Silber in der Kategorie Best Monster or Adversary (für The Ninth World Bestiary)
  - Silber in der Kategorie Best Podcast (für Numenera: The Signal)
- Origins Awards 2014[13]
  - Best New Roleplaying Game: Numenera
- Diehard GameFAN Tabletop Gaming Award 2013[14]
  - Best New Game: Numenera
- Diehard GameFAN Tabletop Gaming Award 2014[15]
  - Best Sourcebook (für The Ninth World Bestiary)

## Veröffentlichungen

### Kernprodukte
| Titel                                                      | Autor                      | Veröffentlichung | Seiten    | Format          | ISBN                   | Beschreibung                                                                                           |
| ---------------------------------------------------------- | -------------------------- | ---------------- | --------- | --------------- | ---------------------- | --- |
| The Amber Monolith (PDF; 605 kB)                           | Monte Cook                 | Aug. 2012        | 18        | PDF             |                        | Einführende Kurzgeschichte zum Numenera-Szenario; ebenfalls im Corebook enthalten                      |
| Tales from the Ninth World                                 | Monte Cook                 | Juni 2013        | 79        | epub, mobi, PDF |                        | Sammlung von Kurzgeschichten aus der Numenera-Spielwelt                                                |
| Numenera Corebook                                          | Monte Cook                 | 14. Aug. 2013    | 416       | Print, PDF      | ISBN 978-1-939979-00-1 | Grundregelwerk                                                                                         |
| Numenera Player’s Guide                                    | Monte Cook                 | 14. Aug. 2013    | 64        | Print, PDF      | ISBN 978-1-939979-01-8 | Regelwerksband mit Fokus auf den Spielercharakter; Kondensat des Grundregelwerks                       |
| Numenera GM Screen                                         | Monte Cook                 | 14. Aug. 2013    |           | Print, PDF      |                        | Sichtschirm für Spielleiter                                                                            |
| Numenera XP Card Deck                                      | Monte Cook                 | 14. Aug. 2013    | 30 cards  | Print, PDF      |                        | Karten zur Darstellung der Erfahrungspunkte                                                            |
| Numenera Cypher Card Deck                                  | Monte Cook                 | 14. Aug. 2013    | 120 cards | Print, PDF      |                        | Karten zur Darstellung von Numenera-Objekten des Typs Cypher                                           |
| The Nightmare Switch                                       | Monte Cook                 | 14. Aug. 2013    | 32        | PDF             |                        | Exklusives Abenteuer für Kickstarter-Unterstützer                                                      |
| The Devil’s Spine                                          | Monte Cook                 | 23. Okt. 2013    | 96        | Print, PDF      | ISBN 978-1-939979-02-5 | Sammlung mit drei Abenteuern (The Devil’s Spine, The Mechanized Tomb, The Other Side of the Maelstrom) |
| In Strange Aeons: Lovecraftian Numenera                    | Monte Cook                 | 28. Okt. 2013    | 12        | PDF             |                        | |
| The Ninth World Bestiary                                   | Monte Cook & Bruce Cordell | 29. Jan. 2014    | 160       | Print, PDF      | ISBN 978-1-939979-09-4 | Überblickswerk über feindliche Kreaturen der Spielwelt                                                 |
| Numenera Creature Card Deck                                | Monte Cook                 | Feb. 2014        | 100 cards | Print, PDF      |                        | Karten zur Darstellung von Numenera-Kreaturen                                                          |
| Numenera Character Options                                 | Monte Cook                 | 4. Juni 2014     | 96        | Print, PDF      | ISBN 978-1-939979-14-8 | Karten zur Darstellung von Numenera-Kreaturen                                                          |
| Technology Compendium: Sir Arthour’s Guide to the Numenera | Monte Cook                 | 13. Aug. 2014    | 160       | Print, PDF      | ISBN 978-1-939979-20-9 | Sammlung mit Beispielen verschiedener Numenera-Artefakte                                               |
| The Ninth World Guidebook                                  | Monte Cook                 | Jan. 2015        | 200+      | Print, PDF      | ISBN 978-1-939979-24-7 | Ein Szenarioband über die Neunte Welt, ihre Schauplätze und Bewohner                                   |
| Weird Discoveries: Ten Instant Adventures for Numenera     | Monte Cook                 | Apr. 2015        | 96        | Print, PDF      |                        | Ein Sammelband mit ausgearbeiteten Abenteuern für ein schnelles Spiel                                  |

Seit dem 18. August 2016 liegt eine Übersetzung folgender Produkte auf Deutsch vor: Grundregelwerk, Spielleiter-Schirm, Cypher-Deck, XP-Deck, Kreaturen-Deck, In Strange Aeons, Heft mit 3 Abenteuern. Weiterhin wurden folgende Produkte (Stand: Oktober 2018) auf Deutsch übersetzt: Charakter-Optionen, Technologie-Kompendium, Reiseführer der Neunten Welt.

### Begleit- und Lizenzprodukte
Es wurden mehrere Lizenzprodukte zu Numenera veröffentlicht:
- Numenera App von 3lb Games, für iOS, Android & Windows[16]
- Numenera Dice von Q-Workshop[17]
- Thunderstone Advance: Numenera
Eine Erweiterung für das Kartenspiel Thunderstone des US-Spieleautors Mike Elliot, mit dem das Spieldeck um Motive aus der Numenera-Spielwelt erweitert wird.[18] Veröffentlichung durch den Spieleverlag Alderac Entertainment Group (AEG), deutschsprachiger Vertrieb von Pegasus Spiele (Modellnr. 51041G, EAN: 72922005243).
- Torment: Tides of Numenera von inXile Entertainment, ein geistiger Nachfolger des Computer-Rollenspiels Planescape: Torment von Interplay und ebenfalls über Kickstarter finanziert.[19]
- Numenera-Miniaturfiguren des Herstellers Reaper Miniatures, Größe 28 mm.[20]